# سوافلیه
سوافلیه (به عربی: السوافلية) یک شهرداری در الجزایر است که در ناحیه بوقیرات واقع شده‌است. سوافلیه ۷۸ کیلومتر مربع مساحت و ۱۷٬۲۲۳ نفر جمعیت دارد.